# Bulbophyllum nematocaulon
Bulbophyllum nematocaulon là một loài phong lan thuộc chi Bulbophyllum.